# 1. FC Bitterfeld-Wolfen
 1. FC Bitterfeld-Wolfen (vroeger Eintracht Bitterfeld) is een Duitse voetbalclub uit Bitterfeld-Wolfen, Saksen-Anhalt. De club speelde voor de Tweede Wereldoorlog een tijdlang op het hoogste niveau.

## Geschiedenis
De club werd in mei 1911 opgericht als VfBS Bitterfeld. Nog datzelfde jaar fuseerde de club met de voetbalafdeling van Phönix Bitterfeld en werd zo VfL 1911 Bitterfeld. In 1920 sloot turnvereniging TV 1848 zich bij de club aan zodat de club al meer dan 500 leden telde. De club was aangesloten bij de Midden-Duitse voetbalbond en speelde na de oorlog in de competitie van Mulde, die als tweede klasse fungeerde onder de Kreisliga Saale. De club domineerde samen met VfB Preußen Greppin de competitie. In 1923 werd de Kreisliga ontbonden en werden de aparte reeksen van de tweede klasse opgewaardeerd tot hoogste klasse en de club speelde verder in de Gauliga Mulde. In 1926 eindigde de club samen met Greppin eerste, maar verloor de titelfinale. Om een onbekende reden werd Bitterfeld wel afgevaardigd naar de Midden-Duitse eindronde verloor daar meteen van Fortuna Leipzig. In 1927 werd de club wel kampioen en kon in de eindronde twee keer winnen alvorens gestopt te worden door Dresdner SC. Een jaar later was het SC Apolda dat de club in de eerste ronde versloeg. Nadat Preußen Greppin in 1929 de titel won kon Bitterfeld de volgende vier jaar de titel winnen. De club kon de lokale successen echter niet doortrekken in de Midden-Duitse eindronde, waar ze op één keer na telkens meteen uitgeschakeld werden. 
In 1933 werd de competitie geherstructureerd. De Midden-Duitse bond werd ontbonden en de vele competities werden vervangen door de Gauliga Mitte en Gauliga Sachsen. Uit Mulde kwalificeerde zich enkel Bitterfeld voor de Gauliga Mitte. De overige clubs mochten zelfs niet in de Bezirksklasse Halle-Merseburg van start gaan en moesten naar de 1. Kreisklasse Mulde. 
Hoewel de club nu zware concurrentie had uit de sterkste competitie kon de club toch verrassend derde worden achter Wacker Halle en SV Steinach 08, maar in 1934/35 volgde al een degradatie. Na een paar plaatsen in de subtop werd de club kampioen 1938, maar kon via de eindronde geen promotie afdwingen. Het volgende seizoen werd de club vicekampioen achter FV Sportfreunde Halle. De volgende jaren verzeilde de club in de middenmoot. 
Na de Tweede Wereldoorlog werden alle Duitse voetbalclubs ontbonden. De club werd heropgericht als Eintracht Bitterfeld en in 1948 werd de naam gewijzigd in BSG Kombinat Bitterfeld en in 1951 in BSG Chemie. De club was niet alleen in voetbal actief maar ook in zwemmen, schermen, kegelen, kanovaren en zeilen.
De naam „Eintracht“ was in de jaren 1940/50 van de gelijknamige Sportgemeinschaft overgenomen. In juli 2012 werd de naam veranderd in 1. FC Bitterfeld-Wolfen.

## Erelijst
Kampioen Mulde
1927, 1928, 1930, 1931, 1932, 1933